# Naineris chilensis
Naineris chilensis är en ringmaskart som beskrevs av María Andrea Carrasco 1977. Naineris chilensis ingår i släktet Naineris och familjen Orbiniidae. Inga underarter finns listade i Catalogue of Life.